# I Killed the Prom Queen
Gli I Killed the Prom Queen sono un gruppo musicale metalcore e screamo australiano formatosi ad Adelaide nel 2000.
La band si sciolse nel 2007, quando il chitarrista Jona Weinhofen si unì alla band metalcore americana Bleeding Through. Vi fu poi una breve reunion nel 2008, in occasione del Say Goodbye Tour. Gli I Killed the Prom Queen suonarono per l'ultima volta insieme l'8 giugno del 2008 a Brisbane, nel Queensland, in Australia. Nel maggio 2011 la band si riforma nuovamente e inizia a lavorare al terzo album in studio, pubblicato nel 2013.

## Formazione

### Formazione attuale
- Jamie Hope – voce (2011-presente)
- Jona Weinhofen – chitarra solista, tastiera, voce secondaria (2000-2007, 2011-presente)
- Kevin Cameron – chitarra ritmica (2002-2007, 2011-presente)
- Benjamin Coyte – basso (2013-presente)
- Shane O'Brien – batteria (2013-presente)

### Ex componenti
- Sean Kennedy – basso (2003-2007, 2011-2013)
- Michael Crafter – voce (2000-2006)
- Josef "JJ" Peters – batteria (2000-2007, 2011-2013)
- Ed Butcher – voce (2006-2007)
- Leaton Rose – basso (2002-2003)
- Ben Engel – basso (2000-2002)
- Simon O'Gorman – chitarra ritmica, voce secondaria (2000-2002)
- Lee Stacy – voce (2000-2002)

## Discografia

### Album in studio
- 2003 – When Goodbye Means Forever...
- 2006 – Music for the Recently Deceased
- 2013 – Beloved

### Album dal vivo
- 2008 – Sleepless Nights and City Lights

### EP
- 2002 – Choose to Love, Live or Die
- 2005 – Your Past Comes Back to Haunt You

### Split
- 2003 – Split CD (con i Parkway Drive)